# Варангер-фіорд
Варангер-фіорд (норв. Varangerfjord, фін. Varanginvuono), також Варензька губа або Варязька затока (рос. Варенгская губа, Варяжский залив) — фіорд Атлантичного океану у Баренцовому морі між російським півостровом Рибальський та норвезьким півостровом Варангер у левіті Фіннмарк і материковою частиною Норвегії. Фіорд простягається через муніципалітети Варде, Вадсе, Нессебю та Сер-Варангер. Найсхідніший фіорд Норвегії має довжину приблизно 100 кілометрів та впадає в Баренцеве море. У строгому сенсі це фальшивий фьорд, оскільки він не має ознак фіорда, утвореного льодовиками. Його гирло має ширину близько 70 кілометрів, розташоване між містом Варде на північному заході та селом Гренсе Якобсельв на південному сході. Фіорд простягається на захід углиб країни повз місто Вадсе до села Варангерботн у муніципалітеті Нессебю.
Утворює гарні гавані; у південний берег вдається Бек-фіорд (річка Патсойокі) і губи Вор'єма (річка Вор'єма), Довга Щілина, Полютиха-Західна і Базарна, в південно-східну частину берега — губи Печенга, Амбарна, Велика Волокова і Мала Волокова.